# Live USB

Live USB denumit și USB bootabil este un mod de încărcare și pornire a unui sistem de operare direct de pe un dispozitiv USB extern care conține sistemul respectiv.